# 疏叶杜鹃
疏叶杜鹃（学名：Rhododendron hanceanum）为杜鹃花科杜鹃花属下的一个种。

## 扩展阅读
- 維基物種上的相關：疏叶杜鹃